# Jacobo Timerman

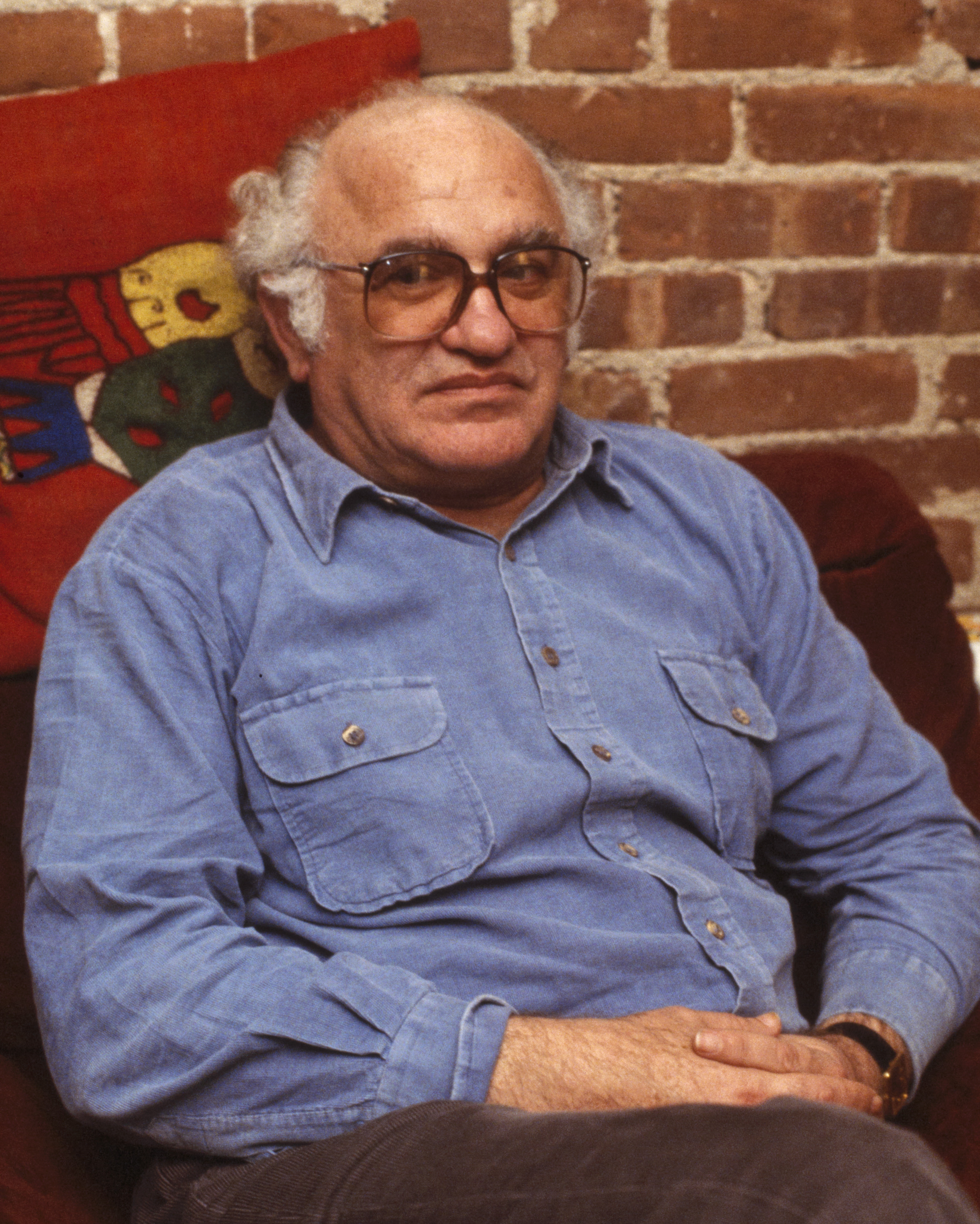
Jacobo Timerman (um 1980)

Jacobo ben Nathan Timerman (* 6. Januar 1923 in Bar (Schmerynka); † 11. November 1999 in Buenos Aires) war ein argentinischer Verleger, Journalist und Autor.

## Leben
Timerman wuchs als Sohn ukrainischer Juden auf, die 1928 angesichts von Pogromen aus der Sowjetunion nach Argentinien geflohen waren. Als er zwölf Jahre alt war, starb sein Vater, und seine Mutter musste sich allein um die Versorgung ihrer beiden Söhne kümmern. Sie vermittelte ihm ein starkes Bewusstsein für die weltweite Verfolgung der Juden. Bereits als Jugendlicher engagierte er sich in jüdischen und zionistischen Organisationen. Weiterhin begann er, sich für sozialistische Ideen zu begeistern.
Er begann ein Ingenieursstudium in La Plata, widmete sich aber bald nur noch dem Journalismus, den er 1947 mit Literaturkritik begonnen hatte. 1950 wurde er Redakteur der führenden Tageszeitung La Razón in Buenos Aires, bei der er bald eine eigene Kolumne zu innenpolitischen Themen erhielt. Zusätzlich arbeitete er für Hörfunk und Fernsehen. Er gründete nacheinander die Wochenzeitschriften Primera Plana (1962) und Confirmado (1964). Entgegen seinen Standpunkten, führte er 1963 bis 1966 eine aggressive Medienkampagne gegen die fortschrittliche Politik des Staatspräsidenten Arturo Umberto Illia an.
1971 gründete Timerman die Tageszeitung La Opinión, die sich die französische Le Monde zum Vorbild genommen hatte und neben Nachrichten auch kritische Analysen des Tagesgeschehens bot. Mit linksliberaler Ausrichtung erreichte sie bald eine hohe Auflage. Unter der Militärdiktatur geriet das Blatt ab 1976 unter zunehmenden Druck, während die Journalisten sowohl die linksradikalen Terrorgruppen als auch den Gegenterror der Militärs kritisierten. Im April 1977 wurde Timerman unter dem Vorwurf der Förderung des Terrorismus festgenommen, für über ein Jahr inhaftiert und während der Vernehmungen geschlagen und mit Elektroschocks gefoltert, ohne dass er eines Verbrechens angeklagt worden wäre. Nachdem eine höchstrichterliche Entscheidung seine Entlassung verfügte, blieb er noch für 17 Monate unter Hausarrest. Er hielt seine Erlebnisse in dem 1981 veröffentlichten Buch Wir brüllten nach innen: Folter in der Diktatur heute fest, das international weite Aufmerksamkeit erreichte und das der US-Sender NBC 1983 zu einem Fernsehfilm verarbeitete. In seinen Erlebnisberichten betonte Timerman, dass er als Jude besonderen, antisemitisch motivierten Schikanen der verhörenden Militärangehörigen ausgesetzt war.
Auf diplomatischen Druck der die Militärjunta unterstützenden israelischen und US-amerikanischen Regierungen durfte Timerman 1979 nach Israel ausreisen. Die argentinische Regierung erklärte seine argentinische Staatsangehörigkeit für ungültig. Nachdem seine kritischen Kommentare – neben der israelischen Beziehungen zum argentinischen Regime insbesondere auch zum Libanonkrieg 1982 – zu Differenzen mit der israelischen Regierung führten, ging er schließlich in die USA und nach Spanien. 1981 nahm er im US-Kongress auf Einladung der Demokratischen Partei an der Anhörung des Politologen Ernest Lefever teil, der von Präsident Ronald Reagan zum Menschenrechtsbeauftragten der Regierung nominiert worden war, dessen Aussagen zur Bewertung von Menschenrechtsverletzungen in antikommunistischen Diktaturen jedoch stark umstritten waren. Timerman war mit seinen Erfahrungsberichten maßgeblich an dessen Ablehnung durch die Abgeordnetenmehrheit beteiligt. Timermans Anklage, dass sich die gesellschaftlichen Vertreter der argentinischen Juden nicht gegen die Militärdiktatur eingesetzt hätten, und seine Kritik an der Lateinamerikapolitik der Regierung Reagan sorgten für heftige Kontroversen in den USA – insbesondere innerhalb der jüdischen Gemeinde, die ihre Haltung zwischen traditioneller Nähe zu liberalen Positionen und der neuen neoliberalen Strömung diskutierte.
Auf die Verleihung des internationalen Moors-Cabot-Journalistenpreises an Timerman durch die New Yorker Columbia University reagierten 1981 mehrere argentinische frühere Empfänger derselben Auszeichnung mit öffentlichem Protest, darunter die Direktoren der führenden Tageszeitungen La Nación und La Prensa.
1984 konnte er schließlich nach Argentinien zurückkehren. Die argentinischen Behörden erstatteten ihm sein nach der Ausweisung beschlagnahmtes Vermögen und er setzte seine publizistische Tätigkeit fort.
Einer seiner drei Söhne, Héctor Timerman, der ebenfalls als Autor und Journalist arbeitete, diente von 2010 bis 2015 als Außenminister Argentiniens.

## Veröffentlichungen
- Wir brüllten nach innen: Folter in der Diktatur heute. (Originaltitel: Preso sin nombre, celda sin número 1981) S. Fischer, Frankfurt am Main 1982.
- Israels längster Krieg: Tagebuch eines verlorenen Sieges. (Originaltitel: Israel: la guerra más larga) Hanser, München 1983.
- Chile: el galope muerto. El País, Madrid 1987.
- Cuba hoy, y después. Muchnik, Barcelona 1990.

## Auszeichnungen
- 1980: Goldene Feder der Freiheit des Weltverbandes der Zeitungen (WAN)
- 1980: Arthur D. Morse Fellowship Award für Kommunikation und Gesellschaft des Aspen Institute
- 1981: Maria Moors Cabot Prize für Journalismus der Columbia University